# JDŽ 30
Als JDŽ 30 (ab 1954 JŽ 30, ursprünglich JDŽ 583) bezeichnet wird eine Güterzug-Schlepptenderlokomotive der Jugoslawischen Staatsbahnen Jugoslovenske državne železnice (JDŽ) mit der Achsfolge 1'E. Sie wurde gemeinsam mit den Baureihen JDŽ 05 und JDŽ 06 ab 1929 von den Berliner Lokomotivherstellern Borsig und Berliner Maschinenbau-Actien-Gesellschaft vormals L. Schwartzkopff entwickelt. Während Schwartzkopff den Bau der Reihe 05 übernahm, baute Borsig die Loks der Reihen 06 und 30. Alle drei Baureihen basierten auf den Entwicklungsgrundsätzen der Einheitsdampflokomotiven der Deutschen Reichsbahn-Gesellschaft.

## Vorgeschichte
Die nach dem Ersten Weltkrieg entstandenen  Eisenbahnen des Königreichs der Serben, Kroaten und Slowenen (SHS) hatten von den Bahnen der Vorgängerstaaten einen sehr heterogenen Fahrzeugbestand übernommen. Da weite Teile des Landes noch kaum verkehrlich erschlossen waren, wurde ein umfassender Ausbau des Bahnnetzes geplant. Hierfür und zum Ersatz alter österreichischer, ungarischer und serbischer Lokomotiven planten die SHS ein umfangreiches Neubauprogramm. Sie orientierten sich dabei an den seit 1926 gebauten Einheitsdampflokomotiven der Deutschen Reichsbahn.
1929 erhielten daher den beiden Berliner Lokomotivfirmen Borsig und Schwartzkopff den Auftrag für Entwicklung und Bau dreier Dampflokbaureihen, die sich an die Baugrundsätze der DR anlehnen sollten:
- Eine 2’C1’-Lokomotive für Schnellzüge (Baureihe 05)
- Eine 1’D1’-Lokomotive für schwere Personen- und Eilgüterzüge (Baureihe 06)
- Eine 1’E-Lokomotive für schwere Güterzüge (Baureihe 30)

Alle drei Baureihen wiesen eine große Anzahl identischer Bauteile auf. Während beide Firmen für die Entwicklung einen gemeinsamen Arbeitskreis einsetzten, teilten sie sich den Bau auf. Schwartzkopff übernahm die Schnellzuglok, Borsig die beiden anderen Baureihen.

## Geschichte
Für die Konstruktion der Baureihe 30 wurde eine Höchstgeschwindigkeit von 65 km/h vorgegeben, was zur Entstehungszeit für die angestrebten Einsatzzwecke mehr als ausreichend war – die JDŽ stellte ihre Güterwagen gerade erst auf die durchgehende Druckluftbremse um. Auf einer 1 %-Steigung sollte die Lok Züge bis zu 900 t noch mit 40 bis 50 km/h befördern können und dafür 12000 kg Zugkraft am Tenderhaken entwickeln. Weitere Vorgaben für alle Loks waren 18 t Achslast und die Verwendung jugoslawischer, vergleichsweise heizkraftarmer Steinkohle. Alle drei Baureihen erhielten die gleiche Kesselbauart und identische Tender. Ein wesentlicher Unterschied der Reihe 30 zu den beiden anderen Typen war ihre Ausführung als Dreizylinderlok und der Antrieb auf zwei Achsen. Im Unterschied zu den bereits ab Werk damit ausgestatteten Reihen 05 und 06 erhielten die 30er zudem erst nach einigen Jahren Windleitbleche.
Borsig lieferte 1930 mit den Fabriknummern 12150 bis 12189 insgesamt 40 Stück der Baureihe 30 an die JDŽ. Zunächst waren die Loks im alten Nummernschema noch als Baureihe 583 eingeordnet, bis sie ab 1933 als 30 bezeichnet wurden. Stationiert wurden sie überwiegend in Serbien und den südlichen Landesteilen.
Nachdem die Wehrmacht im Balkanfeldzug Jugoslawien erobert und besetzt hatte, wurden die Lokomotiven der JDŽ auf die neu gegründeten Vasallenstaaten verteilt. Die Loks der Reihe 30 blieben dabei überwiegend in ihren bisherigen Einsatzgebieten. Mit 32 Stück verblieben die meisten Loks in Serbien. Italien übernahm zusammen mit Teilen Dalmatiens und Sloweniens unter anderem auch eine Lok der Reihe 30 in den Bestand der FS. Sieben Stück übernahm die Bulgarische Staatsbahn, nachdem das heutige Nordmazedonien bulgarisch besetzt worden war. Eingereiht wurden sie als BDŽ 13.01 bis 13.07, die Loks blieben in Mazedonien und kehrten nach Kriegsende in den Bestand der JDŽ zurück. Beim Rückzug der Wehrmacht führte sie auch etliche Loks der Reihe 30 mit, so dass 1945 immerhin acht Loks in Österreich und neun Loks in Deutschland standen. Während Österreich alle Loks bis 1947 an Jugoslawien zurückgab, wurden die in Deutschland gebliebenen Loks verschrottet.
Von den der JDŽ (ab 1954 JŽ) verbliebenen Loks gingen ab 1949 insgesamt fünf Stück an die Treidelbahn am Eisernen Tor, auf der sie bis zur Einstellung der Bahn 1969 eingesetzt wurden. Vor der Flutung des Stausees am Eisernen Tor wurden zwei der zuletzt drei vorhandenen Loks an Ort und Stelle verschrottet, die dritte blieb zurück und wurde überflutet. Ältere Quellen berichten jedoch auch davon, dass alle drei Maschinen überflutet wurden.
Die bei den JŽ verbliebenen Loks wurden zuletzt zwischen Niš und Zaječar eingesetzt und wurden bis 1972 ausgemustert, es blieb keine erhalten.